# Luigi Tommaso Belgrano
Luigi Tommaso Belgrano, talvolta indicato anche come Tomaso (Genova, 2 febbraio 1838 – Genova, 26 dicembre 1895), è stato uno storico, bibliotecario e docente dell'Ottocento. È considerato uno dei principali studiosi di storia patria della Liguria  e, in particolare, della storia di Genova.

## Biografia
Cavaliere del Regno, coevo dello storico Marcello Staglieno, con cui ha collaborato, si è occupato in particolare della storia della Repubblica di Genova, raccontando la perdita definitiva dell'indipendenza della Repubblica Ligure dopo il congresso di Vienna del 1814.
È stato curatore anche delle Tavole genealogiche a corredo della illustrazione del registro arcivescovile, pubblicate negli Atti della Società Ligure di Storia Patria, con cui collaborò a lungo e di cui fu segretario generale, pubblicate nel 1873.
Ricoprì la carica di vicesegretario della Sezione di Storia dell'Archivio storico italiano della Deputazione toscana di storia patria e di segretario dal 1886 dell'Istituto storico italiano.
Tenne un carteggio con studiosi dell'Archivio di Stato ed insegnò alla Scuola genovese di Paleografia. Per l'Istituto Storico Italiano curò in più volumi, con Cesare Imperiale, la pubblicazione degli Annali genovesi di Caffaro e de' suoi continuatori dal 1174 al 1224, edita dalla Tipografia del Regio Istituto Sordo-Muti di Genova nel 1901.

## Studioso colombiano
È stato anche uno studioso di cose colombiane redigendo, con Staglieno il testo Documenti relativi a Cristoforo Colombo e alla sua famiglia, volume compilato sulla base di documentazione raccolta dai due ricercatori. Tale libro venne pubblicato la prima volta in Raccolta di Documenti e studi pubblicati dalla Reale Commissione Colombiana pel quarto centenario dalla scoperta dell'America, Roma, Ministero della Pubblica Istruzione, 1896.
Riguardo al navigatore scrisse anche - sempre con Staglieno - Il Codice dei Privilegi di Cristoforo Colombo, pubblicato la prima volta nel 1893, auspice lo stesso Ministero della Pubblica Istruzione e sempre in coincidenza con il quattrocentesimo anniversario della scoperta dell'America.
Collaborò con lo storico Cornelio Desimoni alla pubblicazione dell'importante carta nautica trecentesca nota in tutto il mondo con il nome del collezionista Tammar Luxoro (oggi conservata dal Comune di Genova), e ad altri studi su Atlanti e portolani nella storia della cartografia medievale.

## Altre opere
Fra le altre opere di Belgrano si segnalano (nota: ove non specificato, la prima pubblicazione è avvenuta a Genova):
- Della vita e delle opere del Marchese Gerolamo Serra, Tipografia del Regio Istituto de' Sordo-Muti, 1859[7]
- Documenti inediti riguardanti le due crociate di s.Lodovico IX, 1859
- Della vita privata dei genovesi, Società Ligure di Storia Patria, 1866[8]
- Atlante idrografico del medio evo posseduto dal prof. Tammar Luxoro pubblicato a fac-simile ed annotato da Desimoni e L.T. Belgrano, Genova, Tipografia del Regio Istituto de' Sordo-muti, 1867
- Documenti ispano-genovesi dell'Archivio di Simancas, 1868
- Relazioni di Genova con la Fiandra, Atti Società Ligure di Storia Patria, Vol. V, 1871
- Giornale ligustico di archeologia, storia e belle arti, 1874
- Il Palazzo del principe d'Oria a Fassolò in Genova, Tip del R. Istituto sordo-muti, 1874
- Opuscoli di Benedetto Scotto, gentiluomo genovese, circa un progetto di navigazione pel settentrione, 1875
- La famiglia De Ferrari, 1876
- Saggio bibliografico degli statuti di Genova, 1878
- Sulla recente scoperta delle ossa di Cristoforo Colombo in Santo Domingo: relazione letta nell'adunanza plenaria della Società Ligure di Storia Patria il XXI luglio MDCCCLXXVIII dal segretario generale L.T. Belgrano, Tip. del R. Istituto sordo-muti, 1878
- Nota sulla spedizione dei fratelli Vivaldi nel MCCLXXXXI, Tip. del R. Istituto sordo-muti, 1881
- La Porta Soprana di Sant'Andrea (con Alfredo D'Andrade e Francesco Parodi), 1882
- Notizie della Certosa di San Bartolomeo di Rivarolo, Imbreviature di Giov. Scriba, 1882
- Un ammiraglio di Castiglia, Archivio di Stato Italiano, XIII, 1884
- Cinque documenti genovesi orientali, Tipografia del Regio Istituto de' Sordo-Muti, 1885
- Santo Varni,1885
- Il secondo registro della Curia arcivescovile di Genova,  1888
- Manuale di storia delle colonie, 1889
- Storia coloniale dell'epoca antica, medioevale e moderna, Firenze 1916, postuma